# Chen Yina
Chen Yina (21 settembre 1987) è una pallavolista cinese.
Gioca nel ruolo di schiacciatrice nello Yunnan Nuzi Paiqiu Dui.

## Carriera
La carriera di Chen Yina inizia quando entra a far parte del settore giovanile dello Shanghai Nuzi Paiqiu Dui, dove gioca dal 1999 al 2003. Promossa in prima squadra, fa il suo esordio nella Volleyball League A cinese nella stagione 2003-04, raggiungendo la finale scudetto nei campionati 2008-09, 2009-10, 2011-12; nel 2011 fa parte della selezione universitaria che si aggiudica la medaglia d'argento alla XXVI Universiade.
Nel corso della stagione 2014-15 viene ceduta allo Shandong Nuzi Paiqiu Dui, mentre nella stagione seguente approda allo Yunnan Nuzi Paiqiu Dui.

## Palmarès

### Nazionale (competizioni minori)
- Universiade 2011